# Ware's Department Store
Ware's Department Store was een  warenhuis  in de stad New Rochelle in Westchester County, New York. Het werd opgericht in 1881 en verdween eind jaren 30 van de 20e eeuw weer.
Het warenhuis is zowel om architectonische als commerciële redenen van belang. Ware's was het eerste en jarenlang grootste warenhuis van Westchester en was prominent gelegen aan de modieuze Main Street van New Rochelle. 

## Geschiedenis
Howard R. Ware verhuisde op 13-jarige leeftijd van Massachusetts naar New Rochelle en begon te werken als bediende. In 1881 richtte hij Ware's Department Store op. Het warenhuis Ware's was niet alleen een belangrijke plek in New Rochelle tijdens de bloeiperiode van de 20e eeuw, maar de oprichter en eigenaar, Howard R. Ware, was ook een vooraanstaande figuur in de snelgroeiende gemeenschap. In 1881 werd hij partner bij het advocatenkantoor Ware & Sheffield, was directeur en vice-president van de National City Bank van New Rochelle, oprichter en eerste president van de plaatselijke YMCA van 1899 tot 1916 en een actief lid van de St. John's Methodist Episcopal Church. 
Het oorspronkelijke pand van Ware's werd in 1913 door brand verwoest. Daarna werd het grote nieuwe gebouw van Ware's Department Store in 1914 opgetrokken op Main Street 550, op de plaats van het George Ferguson Company Building. Het vijf verdiepingen tellende gebouw van 9.000 m² trok winkelend publiek uit de hele omgeving.
In 1932 ging Ware met pensioen. Eind jaren 1930 werd het pand verkocht aan Bloomingdale's om als eerste warenhuisvestiging in de voorsteden te dienen. Vanaf 1947 werd het geëxploiteerd als een vrijstaand Bloomingdales-filiaal. 